# ギヨーム3世 (ポンテュー伯)
ギヨーム3世・ド・ポンテュー（フランス語：Guillaume Ier de Ponthieu、1093年頃 - 1171年）とは、11-12世紀のモントゴメリー領主並びにポンチュー伯（ポンテュー伯、在位：1105年以前 - 1129年以前）、アランソン伯である。William Talvasとも称される 。

## 生涯
ギヨームは1093年に、父ベレーム家のロベール2世・母アニェスの子として生まれた。彼は1105年から1111年の間のいずれかの時期に父親からポンテュー伯爵位を継承し、ポンテュー伯爵時代にはクリュニー修道院に贈答品を贈った記録が残されている。父親ロベールはたびたびイングランド王ヘンリー1世に対して盾突く行為を見せていた。そしてヘンリー1世と対立していたノルマンディー公ロベール短袴公の軍勢に後衛部隊の指揮官として加わり、1106年にタンシュブレーの戦いでイングランド軍と決戦を繰り広げたが、敢え無く敗れロベール伯自身は戦場からの離脱に成功していた。しかし、フランス王ルイ6世の使者の一員としてイングランドに向かった際、ヘンリー1世によって捕縛され、生涯にわたって囚われ続けた。父親を囚われたギヨームは自然とヘンリー1世と対立を深めたが、1119年6月、ヘンリー1世はギヨームに対して父ロベールのノルマンディーにおける領土の安堵を認めた。1124年、ギヨームはブルゴーニュ公ユーグ2世とともにランスに軍を進め、神聖ローマ皇帝ハインリヒ5世と争う仏王ルイ6世を支援した。
1126年以前のある時期に、ギヨームは息子ギーにポンテュー伯領を譲渡し、爵位のみ保持した。1127年、ギヨームはマンシュ地域の一部をサン＝ソヴァール＝ル＝ヴィコントの修道院に寄進したが、ベレーム家はこの寄進を支持しなかったという。1135年、ギヨームはイングランド王ヘンリー1世からイングランド王宮に参上するよう何度も招集を受けたとされるが、父親がヘンリー1世から受けた仕打ちを考慮してギヨームは黙殺した。9月までにギヨームは彼の領土であるマンシュに帰還したが、ヘンリー1世はこの時再びギヨームのノルマンディーにおけるすべての領土の没収を宣言した。ギヨームはイングランド王からのこの仕打ちに対して、ヘンリー1世の死後行われたアンジュー伯ジョフロワ5世のノルマンディー侵攻に参加した。ヘンリー1世の死後イングランド王国で内戦が勃発した際、ギヨームの領地ではセー司教によって聖務禁止命令が下されたという。ギヨームは内戦ではジョフロワ5世に与して争いに関与し、1136年9月にはノルマンディー侵攻に参加したが、撤退に追い込まれた。1137年までには、ノルマンディーでの政治から身を引き、Saint-Andre-en-Gouffern・Notre-Dame de Persiegne のふたつのシトー会修道院を建立した。
1147年、息子のギーが第2回十字軍の道中で病死したことを受け、ギヨームは新たにポンテュー伯に任命された孫ジャン1世に対して、遠征中に命を落としたギーの御霊のために財産をAbbeville修道院に返すように促したという
1166年3月、ギヨームは孫のジャン伯と共に、アリエノール・ダキテーヌの指揮に対して対して反乱を起こした。（アリエノールはイングランド王ヘンリー2世の王妃であり、ヘンリー王がウェールズ遠征を進める際に摂政としてノルマンディー統治を任されていた。）ギヨームとジャン伯の反乱は短命に終わり、ヘンリー王の脅しでアランソン城、ラ＝ロシュ＝マビル城を失う結果となった。特に、ギヨームはイングランド・ノルマンディー両地域の領土を失い、ヘンリー王の影響力の向上を象徴する結果となった。
ギヨームは1171年に亡くなり、Notre-Dame de Persiegneに埋葬された
。

## 家族
ギヨームは1115年頃にブルゴーニュ公ウード1世の娘エレーヌ・ド・ブルゴーニュと結婚し、『ノルマンディー公爵たちの事績』（en:Gesta Normannorum Ducum）によれば3人の息子と2人の娘がいたという。
- ギー2世（英語版）（1120年頃 - 1147年） - ギヨームの後を継いでポンテュー伯を継承したが十字軍中に病死[10]
- ジャン[10]（1191年没） - メーヌ伯エリアス2世（英語版）の娘ベアトリクス（Beatrix d'Anjou）と結婚[11]
- クレマンス - ゴーティエ・ド・マイエンヌの息子ジュエル2世と1189年ごろに結婚[10]
- アデル - 第3代サリー伯ウィリアム・ド・ワーレンと結婚[10]、その後、初代ソールズベリー伯パトリックと再婚した。
- フィリッパ